# Idvor
Idvor (cyr. Идвор) – wieś w Serbii, w Wojwodinie, w okręgu południowobanackim, w gminie Kovačica. W 2011 roku liczyła 974 mieszkańców.